# Barak MX
A Barak MX közepes és nagy hatótávolságú légvédelmi rakétarendszer, amely amelyet az izraeli Israel Aerospace Industries (röviden: IAI) fejleszt és gyárt. A rendszer hasonló kialakítású, de eltérő hatótávolságú Barak rakéta-változatokra, az ELM-2084 típusú radarra és Barak BMC irányító központra épül. A Barak MX rendszer négyféle függőlegesen indított elfogórakétával rendelkezik, amelyek jellemzőit az alábbi táblázat mutatja be.
|                     | Barak SR                                 | Barak MR                                 | Barak LR                                 | Barak ER                                 |
| ------------------- | ---------------------------------------- | ---------------------------------------- | ---------------------------------------- | ---------------------------------------- |
| Max. hatótávolság   | 15 km                                    | 35 km                                    | 70 km                                    | 150 km                                   |
| Max. magasság       | 10 km                                    | 20 km                                    | 20 km                                    | 25–30 km                                 |
| Fokozatok száma     | 1                                        | 1                                        | 1                                        | 2                                        |
| Rakéta hossza       | n.a.                                     | 4,5 m                                    | 4,5 m                                    | 5,8 m                                    |
| Rakéta átmérője     | n.a.                                     | 227 mm                                   | 227 mm                                   | 350 mm                                   |
| Rakéta tömege       | n.a.                                     | 255 kg                                   | 280 kg                                   | 400 kg                                   |
| Harci rész tömege   | 18,5 kg                                  | 23 kg                                    | 23 kg                                    | n.a.                                     |
| Rakéták száma       | 8 rakéta / indító                        | 8 rakéta / indító                        | 8 rakéta / indító                        | 8 rakéta / indító                        |
| Manőverező képesség | 50g terheléssel járó manőverekre képesek | 50g terheléssel járó manőverekre képesek | 50g terheléssel járó manőverekre képesek | 50g terheléssel járó manőverekre képesek |

A rakétarendszernek száraz földi és tengeri indítású változata is van. A Barak MX "hagyományos" repülőeszközök mellett képes harctéri ballisztikus rakéták lelövésére is a Barak ER elfogó rakétának köszönhetően.

## Alkalmazók
- Azerbajdzsán  – 1,2 milliárd dolláros megrendelésével Azerbajdzsán a BARAK MX rendszer legnagyobb felhasználója.[3]
- Ciprus - 2022 augusztusában rendelt Barak MX rendszereket.[4]
- India
- Izrael – izraeli haditengerészet használja a Barak rakétákat hadihajóin
- Kolumbia – $131,2 millió dollár értékben rendeltek Barak MX légvédelmi rendszert 2023 januárjában.[5]
- Marokkó – $500 millió dollár értékben rendeltek Barak MX légvédelmi rendszereket 2022-ben[6]
- Szlovákia  – $610 millió dollár értékben rendeltek hat Barak MX légvédelmi rendszert [7]